# Hry jihovýchodní Asie

Logo

Hry jihovýchodní Asie (anglicky SEA Games) jsou oblastní mezinárodní sportovní soutěže, pořádané pod patronátem MOV. Soutěží se účastní 11 zemí jihovýchodní Asie. Jsou jedněmi z pěti subregionálních her pořádaných Asijskou olympijskou radou.

## Dějiny
Předchůdcem her byly Hry poloostrovu jihovýchodní Asie (SEAP Games), které vznikly 22. května 1958, když se delegáti ze zemí na poloostrově jihovýchodní Asie, kteří se zúčastnili Asijských her v japonském Tokiu, sešli a dohodli na založení sportovní organizace SEAP. Hry byly koncipovány Luangem Sukhumem Nayapraditem, tehdejším viceprezidentem Thajského olympijského výboru. Navrhovaným zdůvodněním bylo, že regionální sportovní akce pomůže podpořit spolupráci, porozumění a vztahy mezi zeměmi v regionu jihovýchodní Asie.
Zakládajícími členy bylo šest zemí, Barma, Kambodža, Laos, Malajsko, Thajsko a Jižní Vietnam. Tyto země souhlasily s pořádáním her jednou za dva roky v červnu 1959 a poté byl vytvořen Výbor federace her. První hry SEAP se konaly v Bangkoku od 12. do 17. prosince 1959 a zúčastnilo se jich více než 527 sportovců a funkcionářů ze 6 zemí (Barma, Laos, Malajsko, Singapur, Jižní Vietnam a Thajsko). Závodilo se ve 12 sportech.
Na 8. hrách v roce 1975 bylo zváženo přijetí Bruneje, Indonésie a Filipín a tyto země byly formálně přijaty v roce 1977. Ve stejném roce federace SEAP změnila svůj název na Federaci her jihovýchodní Asie (SEAGF) a hry jsou od té doby známé jako Hry jihovýchodní Asie. Přestože se Východní Timor nachází blíže k Tichomoří než k asijskému kontinentu a není členem ASEAN, byl přijat na 22. SEA Games v roce 2003.

## Přehled
| Hry  | Město                                                                   | Stát                                                                    | Zahajovatel                                                             | Termín                                                                  | Sporty                                                                  | Soutěže                                                                 | Země                                                                    | Účastníci                                                               | Nejúspěšnější země                                                      |
| ---- | ----------------------------------------------------------------------- | ----------------------------------------------------------------------- | ----------------------------------------------------------------------- | ----------------------------------------------------------------------- | ----------------------------------------------------------------------- | ----------------------------------------------------------------------- | ----------------------------------------------------------------------- | ----------------------------------------------------------------------- | ----------------------------------------------------------------------- |
| 1959 | Bangkok                                                                 | Thajsko                                                                 | král Pchúmipchon Adunjadét                                              | 12. – 17. prosince 1959                                                 | 12                                                                      | 67                                                                      | 6                                                                       | 518                                                                     | Thajsko                                                                 |
| 1961 | Rangún                                                                  | Barma                                                                   | prezident Win Maung                                                     | 11. – 16. prosince 1961                                                 | 13                                                                      | 86                                                                      | 7                                                                       | 623                                                                     | Barma                                                                   |
| 1963 | Hry zrušeny z důvodů nestabilní politické situace v pořádající Kambodži | Hry zrušeny z důvodů nestabilní politické situace v pořádající Kambodži | Hry zrušeny z důvodů nestabilní politické situace v pořádající Kambodži | Hry zrušeny z důvodů nestabilní politické situace v pořádající Kambodži | Hry zrušeny z důvodů nestabilní politické situace v pořádající Kambodži | Hry zrušeny z důvodů nestabilní politické situace v pořádající Kambodži | Hry zrušeny z důvodů nestabilní politické situace v pořádající Kambodži | Hry zrušeny z důvodů nestabilní politické situace v pořádající Kambodži | Hry zrušeny z důvodů nestabilní politické situace v pořádající Kambodži |
| 1965 | Kuala Lumpur                                                            | Malajsie                                                                | sultán Ismail Nasiruddin z Terengganu                                   | 14. - 21. prosince 1965                                                 | 14                                                                      | 134                                                                     | 7                                                                       | 963                                                                     | Thajsko                                                                 |
| 1967 | Bangkok                                                                 | Thajsko                                                                 | král Pchúmipchon Adunjadét                                              | 9. – 16. prosince 1967                                                  | 16                                                                      | 144                                                                     | 6                                                                       | 984                                                                     | Thajsko                                                                 |
| 1969 | Rangún                                                                  | Barma                                                                   | premiér Ne Win                                                          | 6. – 13. prosince 1969                                                  | 15                                                                      | 145                                                                     | 6                                                                       | 920                                                                     | Barma                                                                   |
| 1971 | Kuala Lumpur                                                            | Malajsie                                                                | sultán Abdul Halim z Kedahu                                             | 6. – 13. prosince 1971                                                  | 15                                                                      | 156                                                                     | 7                                                                       | 957                                                                     | Thajsko                                                                 |
| 1973 | Singapur                                                                | Singapur                                                                | prezident Benjamin Sheares                                              | 1. – 8. září 1973                                                       | 16                                                                      | 161                                                                     | 7                                                                       | 1 632                                                                   | Thajsko                                                                 |
| 1975 | Bangkok                                                                 | Thajsko                                                                 | král Pchúmipchon Adunjadét                                              | 9. – 16. prosince 1975                                                  | 18                                                                      | 172                                                                     | 4                                                                       | 1 142                                                                   | Thajsko                                                                 |
| 1977 | Kuala Lumpur                                                            | Malajsie                                                                | sultán Yahya Petra z Kelantanu                                          | 19. – 26. listopadu 1977                                                | 18                                                                      | 188                                                                     | 7                                                                       | —                                                                       | Indonésie                                                               |
| 1979 | Jakarta                                                                 | Indonésie                                                               | prezident Suharto                                                       | 21. – 30. září 1979                                                     | 18                                                                      | 226                                                                     | 7                                                                       | —                                                                       | Indonésie                                                               |
| 1981 | Manila                                                                  | Filipíny                                                                | prezident Ferdinand Marcos                                              | 6. – 15. prosince 1981                                                  | 18                                                                      | 245                                                                     | 7                                                                       | 1 800                                                                   | Indonésie                                                               |
| 1983 | Singapur                                                                | Singapur                                                                | prezident Devan Nair                                                    | 28. května – 6. června 1983                                             | 18                                                                      | 233                                                                     | 8                                                                       | —                                                                       | Indonésie                                                               |
| 1985 | Bangkok                                                                 | Thajsko                                                                 | král Pchúmipchon Adunjadét                                              | 8. – 17. prosince 1985                                                  | 18                                                                      | 251                                                                     | 8                                                                       | —                                                                       | Thajsko                                                                 |
| 1987 | Jakarta                                                                 | Indonésie                                                               | prezident Suharto                                                       | 9. – 20. září 1987                                                      | 26                                                                      | 372                                                                     | 8                                                                       | —                                                                       | Indonésie                                                               |
| 1989 | Kuala Lumpur                                                            | Malajsie                                                                | sultán Azlan Shah z Peraku                                              | 20. – 31. srpna 1989                                                    | 24                                                                      | 302                                                                     | 9                                                                       | 2 800                                                                   | Indonésie                                                               |
| 1991 | Manila                                                                  | Filipíny                                                                | prezidentka Corazon Aquinová                                            | 24. listopadu – 3. prosince 1991                                        | 28                                                                      | 327                                                                     | 9                                                                       | —                                                                       | Indonésie                                                               |
| 1993 | Singapur                                                                | Singapur                                                                | prezident Wee Kim Wee                                                   | 12. – 20. června 1993                                                   | 29                                                                      | 318                                                                     | 9                                                                       | 3 200                                                                   | Indonésie                                                               |
| 1995 | Čiang Mai                                                               | Thajsko                                                                 | korunní princ Mahá Vatčirálongkón                                       | 9. – 17. prosince 1995                                                  | 28                                                                      | 335                                                                     | 10                                                                      | 3 262                                                                   | Thajsko                                                                 |
| 1997 | Jakarta                                                                 | Indonésie                                                               | prezident Suharto                                                       | 11. – 19. října 1997                                                    | 36                                                                      | 490                                                                     | 10                                                                      | 5 179                                                                   | Indonésie                                                               |
| 1999 | Bandar Seri Begawan                                                     | Brunej                                                                  | sultán Hassanal Bolkiah                                                 | 7. – 15. srpna 1999                                                     | 21                                                                      | 233                                                                     | 10                                                                      | 2 365                                                                   | Thajsko                                                                 |
| 2001 | Kuala Lumpur                                                            | Malajsie                                                                | sultán Salahuddin ze Selangoru                                          | 8. – 17. září 2001                                                      | 32                                                                      | 391                                                                     | 10                                                                      | 4 165                                                                   | Malajsie                                                                |
| 2003 | Hanoj, Ho Či Minovo Město                                               | Vietnam                                                                 | premiér Phan Văn Khải                                                   | 5. – 13. prosince 2003                                                  | 32                                                                      | 442                                                                     | 11                                                                      | 5 000                                                                   | Vietnam                                                                 |
| 2005 | Manila                                                                  | Filipíny                                                                | prezidentka Gloria Macapagal-Arroyová                                   | 27. listopadu – 5. prosince 2005                                        | 40                                                                      | 443                                                                     | 11                                                                      | 5 336                                                                   | Filipíny                                                                |
| 2007 | Nakhon Ratčasima                                                        | Thajsko                                                                 | korunní princ Mahá Vatčirálongkón                                       | 6. – 15. prosince 2007                                                  | 43                                                                      | 475                                                                     | 11                                                                      | 5 282                                                                   | Thajsko                                                                 |
| 2009 | Vientiane                                                               | Laos                                                                    | prezident Čumaly Sayason                                                | 9. – 18. prosince 2009                                                  | 29                                                                      | 372                                                                     | 11                                                                      | 3 100                                                                   | Thajsko                                                                 |
| 2011 | Jakarta, Palembang                                                      | Indonésie                                                               | prezident Susilo Bambang Yudhoyono                                      | 11. – 22. listopadu 2011                                                | 44                                                                      | 545                                                                     | 11                                                                      | 5 965                                                                   | Indonésie                                                               |
| 2013 | Neipyijto                                                               | Myanmar (Barma)                                                         | viceprezident Nyan Tun                                                  | 11. – 22. prosince 2013                                                 | 37                                                                      | 460                                                                     | 11                                                                      | 4 730                                                                   | Thajsko                                                                 |
| 2015 | Singapur                                                                | Singapur                                                                | prezident Tony Tan                                                      | 5. – 16. čarvna 2015                                                    | 36                                                                      | 402                                                                     | 11                                                                      | 4 370                                                                   | Thajsko                                                                 |
| 2017 | Kuala Lumpur                                                            | Malajsie                                                                | sultán Muhammad V z Kelantanu                                           | 19. – 30. srpna 2017                                                    | 38                                                                      | 404                                                                     | 11                                                                      | 4 709                                                                   | Malajsie                                                                |
| 2019 | Mabalacat, Manila, Pasay, Olongapo a další                              | Filipíny                                                                | prezident Rodrigo Duterte                                               | 30. listopadu – 11. prosince 2019                                       | 56                                                                      | 530                                                                     | 11                                                                      | 5 630                                                                   | Filipíny                                                                |
| 2021 | Hanoj                                                                   | Vietnam                                                                 | prezident Nguyễn Xuân Phúc                                              | 12. – 23. května 2022                                                   | 40                                                                      | 523                                                                     | 11                                                                      | 5 467                                                                   | Vietnam                                                                 |
| 2023 | Phnompenh                                                               | Kambodža                                                                | premiér Hun Sen                                                         | 5. – 17. května 2023                                                    | 37                                                                      | 584                                                                     | 11                                                                      | 6 210                                                                   | Vietnam                                                                 |

## Medailové pořadí národů
| Pořadí | Stát            | Zlato | Stříbro | Bronz | Celkem |
| ------ | --------------- | ----- | ------- | ----- | ------ |
| 1.     | Thajsko         | 2 453 | 2 127   | 2 204 | 6 784  |
| 2.     | Indonésie       | 1 980 | 1 876   | 1 970 | 5 826  |
| 3.     | Malajsie        | 1 376 | 1 363   | 1 872 | 4 611  |
| 4.     | Vietnam         | 1 269 | 1 097   | 1 221 | 3 587  |
| 5.     | Filipíny        | 1 180 | 1 346   | 1 702 | 4 228  |
| 6.     | Singapur        | 1 045 | 1 090   | 1 500 | 3 635  |
| 7.     | Myanmar (Barma) | 594   | 784     | 1 095 | 2 473  |
| 8.     | Kambodža        | 159   | 202     | 425   | 786    |
| 9.     | Laos            | 77    | 122     | 412   | 611    |
| 10.    | Brunej          | 17    | 57      | 170   | 244    |
| 11.    | Východní Timor  | 3     | 9       | 39    | 51     |